# Родрігу-Антоніу Гріллі
Родрігу-Антоніу Гріллі (порт. Rodrigo-Antonio Grilli; нар. 20 листопада 1979) — колишній бразильський тенісист.
Найвищу одиночну позицію світового рейтингу — 441 місце досяг 6 жовтня 2008, парну — 198 місце — 12 грудня 2011 року.
Здобув 1 парний титул.

## Титули Туру
| Легенда               |
| --------------------- |
| Великий шлем (0)      |
| Серія Мастерс ATP (0) |
| Тур ATP (0)           |
| Челленджери (1)       |

### Парний розряд
| Результат | Дата            | Категорія  | Турнір                  | Покриття | Партнер        | Суперники                     | Рахунок  |
| --------- | --------------- | ---------- | ----------------------- | -------- | -------------- | ----------------------------- | -------- |
| Перемога  | 19 вересня 2010 | Челленджер | Белу-Оризонті, Бразилія | Тверде   | Леонарду Кірше | Крістіан Лінделл / Жоао Соуза | 6–3, 6–3 |